# Przywrotnik zaczerwieniony
Przywrotnik zaczerwieniony (Alchemilla colorata Buser) – gatunek rośliny wieloletniej z rodziny różowatych. W Polsce występuje tylko w Tatrach Zachodnich.

## Morfologia
ŁodygaDo 15 cm wysokości, z włoskami odstającymi prostopadle.
LiścieOkrągławonerkowate, gęsto owłosione z obu stron, od spodu jaśniejsze i bez połysku. Klapy zaokrąglone. Trzy środkowe klapy mają z każdej strony 3-6 ząbków. Ząbki liściowe ostre. Ogonek liściowy pokryty włoskami odstającymi prostopadle.
KwiatySzeroko rozwarte, w gęstych pęczkach, zebrane w wąski kwiatostan. Hypancja gęsto owłosione. Działki kielicha ostre, krótsze od hypancjum, po przekwitnieniu purpurowo nabiegłe od wewnątrz. Listki kieliszka krótsze od działek.

## Biologia i ekologia
Bylina, oreofit. Rośnie w wysokogórskich zbiorowiskach wyleżyskowych na podłożu wapiennym. Kwitnie od czerwca do sierpnia. Gatunek charakterystyczny zespołu Saxifragetum wahlenbergii.